# Betousa dilecta
Betousa dilecta är en fjärilsart som beskrevs av Walker 1865. Betousa dilecta ingår i släktet Betousa och familjen Crambidae. Inga underarter finns listade i Catalogue of Life.